# Bif Naked

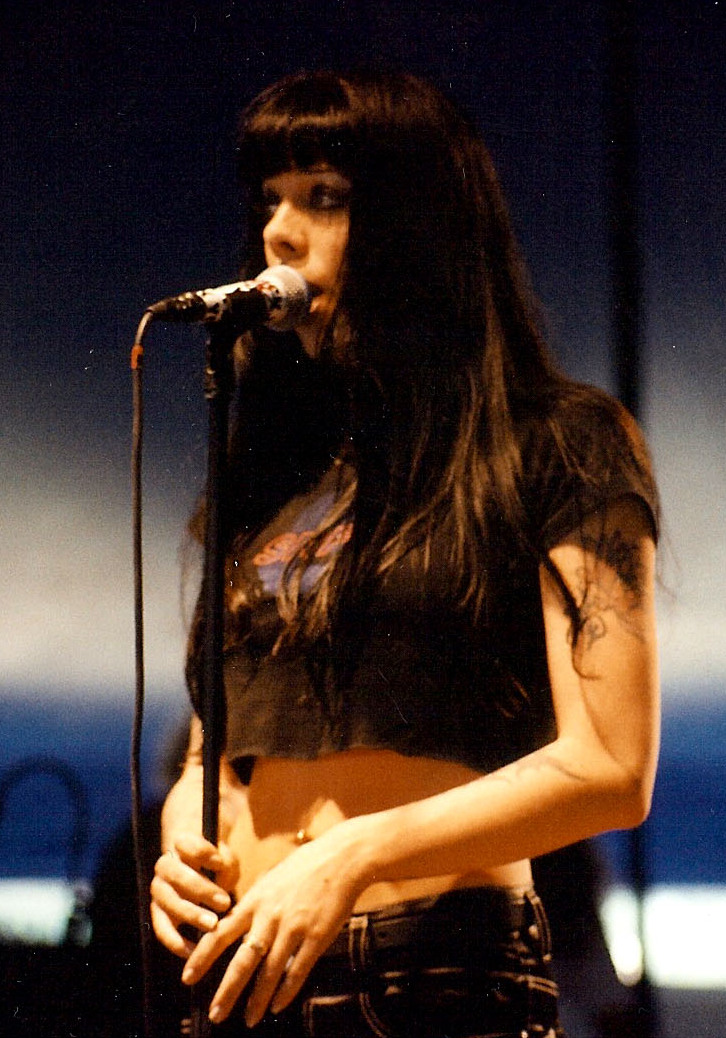
Bif Naked (2006)

Bif Naked (eigentlich Beth Torbert, * 15. Juni 1971 in Neu-Delhi, Indien) ist eine kanadische Punkrock-Sängerin.

## Biografie
Bif Naked wurde 1971 in Indien geboren und von US-amerikanischen Missionaren adoptiert, die sich in Winnipeg (Kanada) niederließen. Dort besuchte sie das College und studierte Theaterwissenschaften an der University of Winnipeg. Sie machte sich auch als Dichterin einen Namen und veröffentlichte eine Reihe von CDs, auf denen sie ihre Gedichte vorträgt.
Im Zombie-Horrorfilm The House of the Dead, der in der Nähe ihrer Heimatstadt Vancouver gedreht wurde, kommt sie zu einem Cameo-Auftritt, genauso wie in der 4. Staffel der Fernsehserie Buffy – Im Bann der Dämonen, wo sie ihren Song Lucky singt. Ihr Markenzeichen ist ihr tätowierter Körper. Außerdem bekannte sie sich seit 1995 zu Straight Edge und verzichtet seither auf Alkohol und Zigaretten und widmet sich verstärkt sportlichen Aktivitäten.

## Diskografie

### Alben
- Bif Naked (1995)
- Okenspay Ordway 1 (1997)
- I Bificus (1998)
- Purge (2001)
- Essentially Naked (2003) (Greatest-Hits-Album)
- Superbeautifulmonster (2005)
- The Promise (2009)
- Bif Naked Forever: Acoustic Hits & Other Delights (2012)
- Champion (2025, Music In Motion Entertainment / Her Royal Majesty's Records)

### EPs
- Four Songs and a Poem (1994)
- Another 5 Songs and a Poem (2000)